# Honda Integra DC5
Dòng Integra DC5 (tiếng Nhật: ホンダ インテグラ DC5) là thế hệ thứ tư và cũng là thế hệ cuối cùng của mẫu xe thể thao nhỏ Honda Integra, được giới thiệu tại Nhật Bản vào ngày 13 tháng 4 năm 2001 và được sản xuất từ tháng 7 năm 2001 đến tháng 7 năm 2006. Nó được giới thiệu tại Bắc Mỹ cho đời 2002 với tên gọi Acura RSX, cách đặt tên của Acura, thay đổi tên các mẫu xe của hãng từ những cái tên đã quen thuộc như "Integra" hoặc "Legend" kèm các ký hiệu theo thứ tự bảng chữ cái để xây dựng thương hiệu

## Khung gầm và Hệ thống truyền động
Cùng với sự ra đời của mẫu Civic thế hệ thứ bảy, cùng nền tảng, được giới thiệu vào năm 2000, Integra cũng từ bỏ hệ thống treo đòn kép truyền thống của Honda cả trước và sau để sử dụng trụ MacPherson ở phía trước và hệ thống treo kiểu thanh đòn cho phía sau cùng với động cơ K-series mới thay thế cho B-series.
Động cơ K-series có tính năng VTEC thông minh (hay i-VTEC), điều chỉnh bằng điện tử độ nâng van, thời gian và thời điểm mở van, cho phép  Động cơ 2.0 L có đường mô-men xoắn thẳng hơn so với các kiểu VTEC trước đây chỉ điều chỉnh độ nâng của van và thời gian van mở.

### Nâng cấp
DC5 được nâng cấp vào năm 2004 (cho đời 2005). Cụm đèn pha và đèn hậu bỏ hình dạng 'giọt nước'. Điều này làm cho các cụm lắp ráp liền lạc với các thanh cản. Bên cạnh sự đổi mới, năm nay cũng có những thay đổi khác. Nội thất nhận được các cụm đồng hồ và trang trí mới, thiết bị vô hiệu hóa khởi động và báo trộm trở thành tiêu chuẩn, thân xe chắc chắn hơn, lò xo giảm xóc được thiết kế lại và hiện tượng lắc lái ổ gà của chiếc xe được giảm bớt.

## Thị trường

### Nhật Bản
Tại Nhật Bản, Integra được giới thiệu với hai phiên bản, bản iS (sau đó được đổi tên thành Type S trong lần làm mới năm 2004) và bản Type R.
Bản iS / Type S (không nên nhầm với RSX Type-S), về cơ bản giống với Acura RSX bản cơ sở, có động cơ K20A3 với công suất 160 hp (120 kW)   kết hợp với hộp số tự động 5 cấp hoặc số tay 5 cấp. Đời 2001-2003 iS có vành thép 15 inch với nắp che, hoặc tùy chọn vành hợp kim 5 chấu 16 inch. Đời 2004-2006 Type S vành hợp kim 5 chấu 17 inch dùng chung với RSX Type-S. JDM Type R đã được làm nhẹ đi, với 217 mã lực (164 kw)  từ động cơ K20A (chỉ dành cho Nhật Bản; các mẫu xe Châu Úc và vùng phụ cận sử dụng động cơ tương tự như RSX Type-S), hộp số sàn 6 cấp tỷ số gần, cũng như vi sai hạn chế trượt (LSD), lò xo và giảm xóc cứng hơn, đèn pha projector (HID), bộ bàn đạp nhôm, kẹp phanh Brembo 4 piston phía trước, vành 17 inch 5 chấu kép trên lốp Bridgestone Potenza, ghế da Recaro / nội thất tương thích, vô lăng MOMO bọc da, ốp thân xe, thanh dằng tháp nhún trước,... Type R thiếu nhiều tính năng cao cấp (như gương trang điểm hoặc túi khí bên) có trên Type S, đúng với chất xe đua của nó. Gói C trên Type R được bổ sung nhiều phụ kiện khác nhau như gạt mưa kính sau, điều khiển từ xa và gương gập. Về nội thất, JDM iS chỉ có một màu nội thất đen tuyền, Ebony, cho đời đầu tiên. Từ sau năm 2002, nội thất xám Titanium có thể chọn cho tất cả các màu ngoại thất. Type S có ghế bọc da và vải được thiết kế lại. Type R có các lựa chọn nội thất đen / xanh / đỏ (bao gồm cả ghế Recaro theo tông màu), tùy thuộc vào màu ngoại thất. Type R được làm mới có tùy chọn cánh gió cao hoặc cánh gió liền thân. Cả iS và Type S đều có tùy chọn cửa sổ trời và hệ thống định vị. Các phụ kiện nội và ngoại thất khác lấy từ dòng Honda Modulo. Các phụ kiện Modulo gồm trang trí nội thất (núm chuyển số, đề can, v.v.), đèn sương mù, bộ phụ kiện khí động học (cải tiến cản trước / bên / sau), cánh gió, bánh xe hợp kim, khởi động bằng nút bấm, loa nâng cấp và hệ thống định vị.
Điều thú vị là, các quy định về đường bộ phụ tùng xe của Nhật Bản có nghĩa là nhiều bộ phận độ cho DC5 có thể được mua từ các đại lý của Honda. Ví dụ, M&M Honda, một đại lý Honda, quản lý nhãn hiệu phụ tùng của riêng họ. Hãng độ Honda Mugen bán các bộ phận độ của họ thông qua các đại lý Honda dưới dạng phụ kiện.

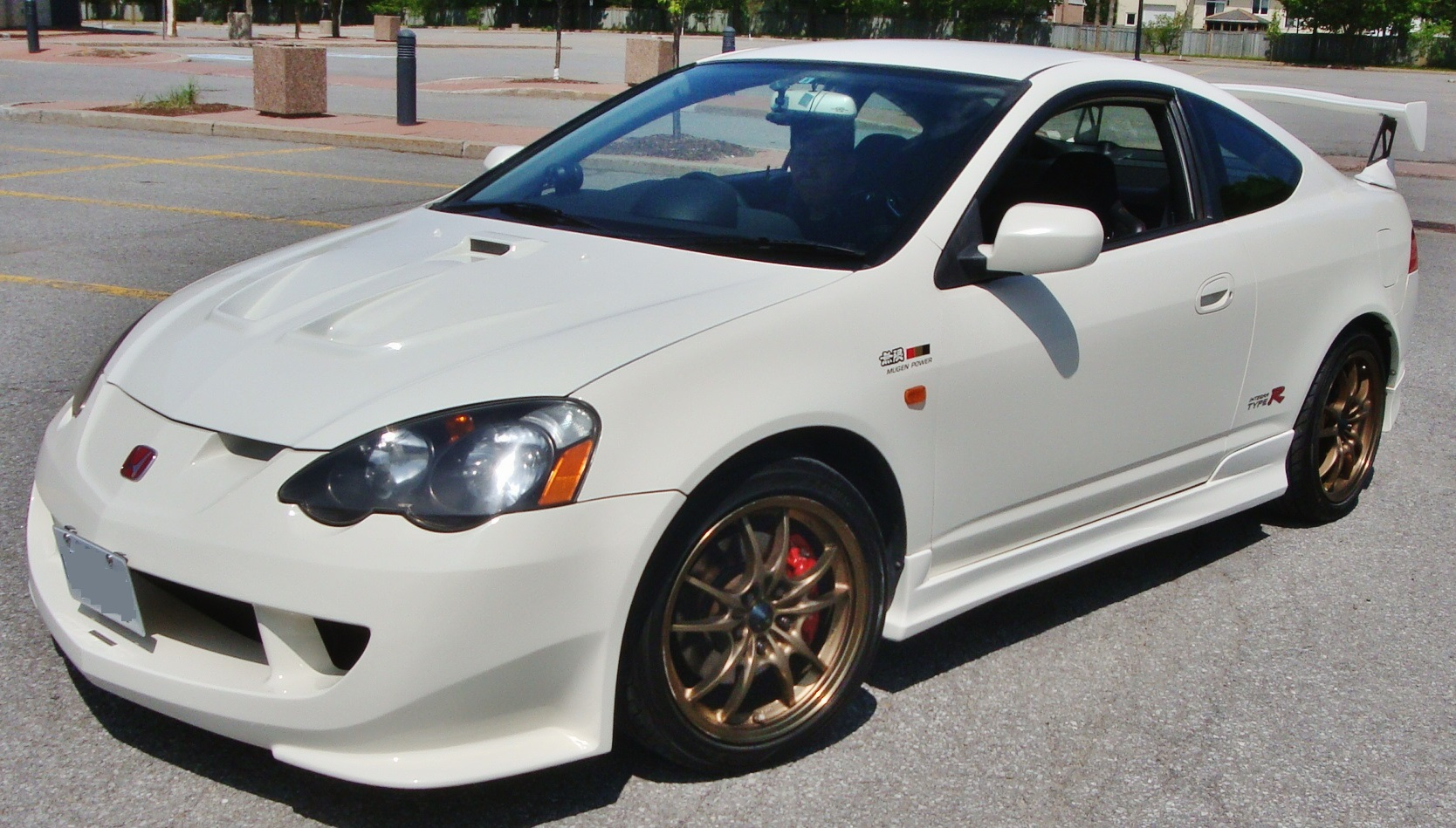
Honda Integra Type R Mugen Mặt trước

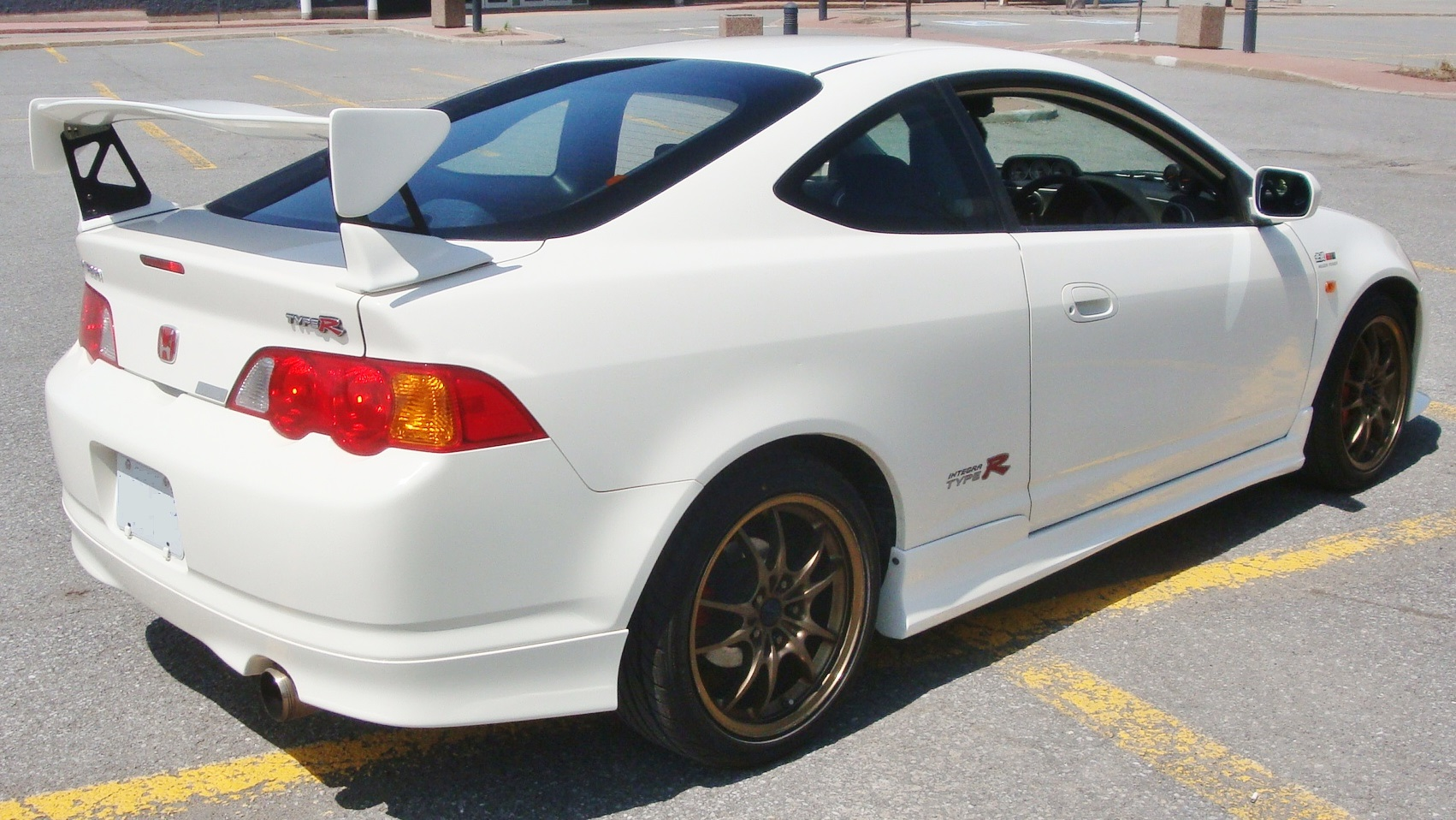
Honda Integra Type R Mugen phía sau

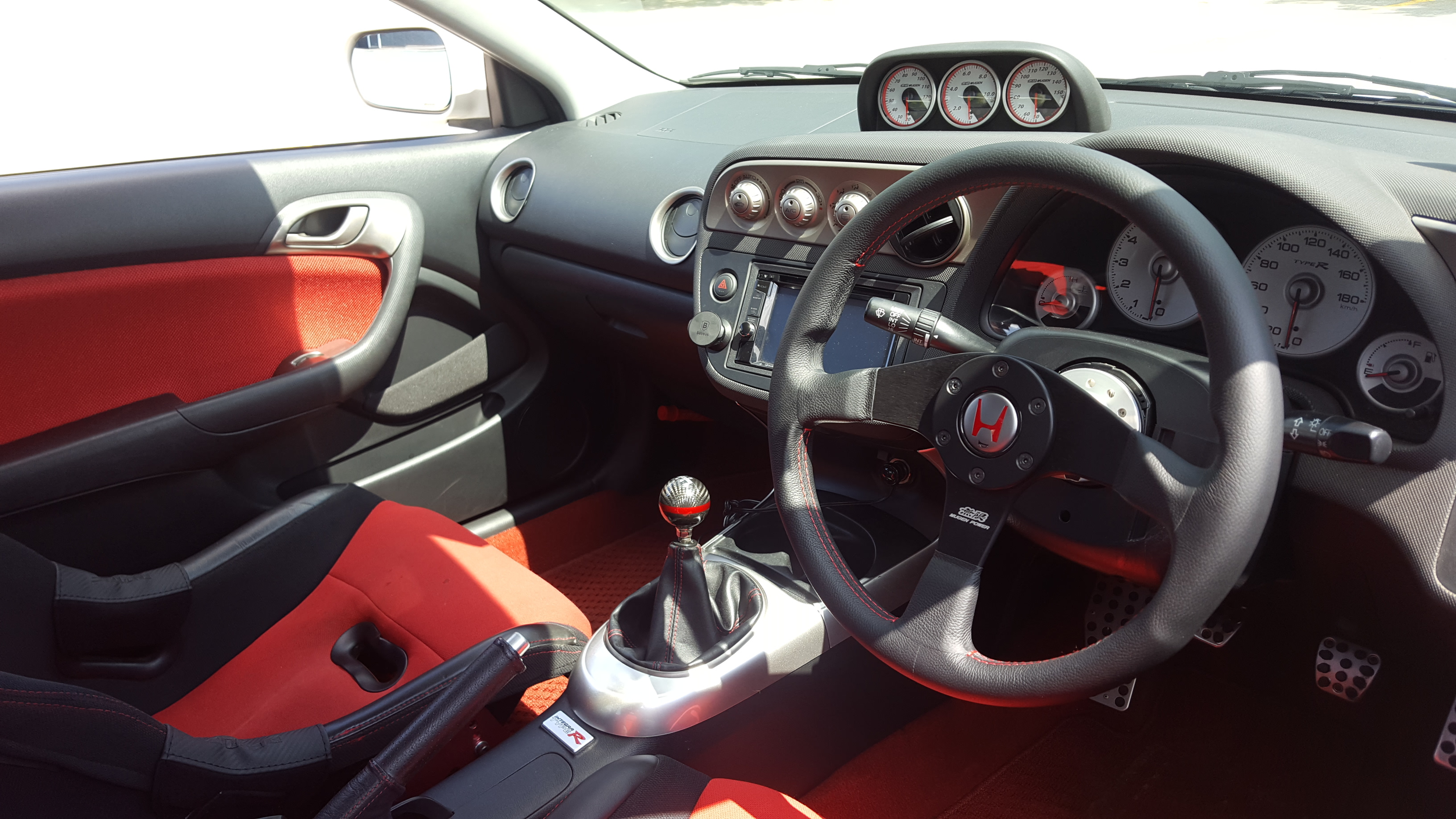
Nội thất Honda Integra Type R Mugen

| Màu ngoại thất            | Màu nội thất   | iS | Type S |
| ------------------------- | -------------- | -- | ------ |
| Taffetta White            | Ebony/Titanium | X  |        |
| Premium White Pearl       | Ebony/Titanium |    | X      |
| Alabaster Silver Metallic | Ebony/Titanium |    | X      |
| Satin Silver Metallic     | Ebony/Titanium | X  |        |
| Magnesium Metallic        | Ebony/Titanium |    | X      |
| Desert Silver Metallic    | Ebony/Titanium | X  |        |
| Jade Green Metallic       | Ebony/Titanium |    | X      |
| Eternal Blue Pearl        | Ebony/Titanium | X  |        |
| Vivid Blue Pearl          | Ebony/Titanium |    | X      |
| Nighthawk Black Pearl     | Ebony/Titanium | X  | X      |
| Milano Red                | Ebony/Titanium | X  | X      |
| Blaze Orange Metallic     | Ebony/Titanium |    | X      |

- HID head lights/Modulo front kit
- Modulo side skirt
- With Modulo rear kit
- Brembo quad piston calipers, 17x7 5 dual spoke wheels
- Main engine compartment. K20A engine
- Red Recaro seats

| Màu ngoại thất                    | Màu nội thất | Type R |
| --------------------------------- | ------------ | ------ |
| Championship White                | Black        | Red    |
| Milano Red                        | Black        | Red    |
| Satin Silver Metallic (02-04)     | Black        | Red    |
| Alabaster Silver Metallic (05-06) | Black        | Red    |
| Nighthawk Black Pearl             | Black        | Red    |
| Eternal Blue Pearl (02-04)        | Black        | Blue   |
| Vivid Blue Pearl (05-06)          | Black        | Blue   |

### Châu Úc và vùng phụ cận
Tại Úc, Integra có bốn mẫu: mẫu cơ sở, hay đơn giản là Integra, Luxury, Type R và Type S. Bản cơ sở đơn giản là iS dành cho thị trường Nhật Bản, trong khi bản Luxury bổ sung thêm các phụ kiện như ghế da và cửa sổ trời. Bản R của Úc khác với kiểu JDM, vì chúng không được trang bị tất cả các tính năng của JDM, tức là không có hệ thống phanh Brembo, sử dụng K20A2 200 mã lực thay cho K20A mạnh hơn một chút và có vành 16 inch 5 chấu thông thường, sơn màu trắng hoặc màu nòng súng, thay vì 17 inch, 5 chấu kép.. Tuy nhiên, Type R vẫn giữ lại bộ vi sai hạn chế trượt của JDM và nội thất Type R đầy đủ (vô lăng MOMO, bàn đạp nhôm và cần số, ghế Recaro và thảm hợp màu) và bộ khí động (cánh và cản trước / sau). Type R đã bị loại bỏ vào năm 2004 và được thay thế bằng Type S, về mặt cơ khí giống với USDM RSX Type-S (mặc dù nó không có kiểm soát hành trình), nhưng được gắn nhãn hiệu giống như JDM Type S. Với sự nâng cấp của Integra vào năm 2004, bản cơ sở đã bị dừng. Các bản của năm 2006 là Luxury và Type S. Màu đen là màu nội thất duy nhất. Đối với các bản nâng cấp cho thị trường này, các tăng cường chịu lực được áp dụng để đáp ứng các quy định an toàn cao hơn. 
| Exterior Color                | Integra | Integra Luxury | Type R (02-04) | Type S (05-06) |
| ----------------------------- | ------- | -------------- | -------------- | -------------- |
| Championship White            | N/A     | N/A            | Black/Red      | N/A            |
| Premium White Pearl           | Black   | Black          | N/A            | Black          |
| Milano Red                    | Black   | Black          | Black          | Black          |
| Satin Silver Metallic         | Black   | Black          | Black          | N/A            |
| Nighthawk Black Pearl         | Black   | Black          | Black/Red      | Black          |
| Arctic Blue Pearl             | N/A     | N/A            | Black/Blue     | N/A            |
| Eternal Blue Pearl            | Black   | Black          | N/A            | N/A            |
| Vivid Blue Pearl (05-06)      | N/A     | Black          | N/A            | Black          |
| Magnesium Metallic (05-06)    | N/A     | Black          | N/A            | Black          |
| Blaze Orange Metallic (05-06) | N/A     | Black          | N/A            | Black          |

New Zealand chỉ có hai mẫu VTi và Type R. VTi có vành hợp kim, ngoài ra thì cũng nhưJDM iS. Type R cũng được thay thế bằng Type-S giống như Úc vào năm 2004. Các bản của thị trường New Zealand Type R giống như các bản của Úc, nhưng không có ABS. 
| Exterior Color        | Integra VTi | Type R (02-04) | Type S (05-06) |
| --------------------- | ----------- | -------------- | -------------- |
| Championship White    | N/A         | Black/Red      | Black          |
| Premium White Pearl   | Black       | N/A            | N/A            |
| Milano Red            | Black       | Black          | Black          |
| Satin Silver Metallic | Black       | Black          | N/A            |
| Nighthawk Black Pearl | Black       | Black/Red      | Black          |
| Arctic Blue Pearl     | N/A         | Black/Blue     | N/A            |
| Eternal Blue Pearl    | Black       | N/A            | N/A            |
| Vivid Blue (05-06)    | N/A         | N/A            | Black          |
| Magnesium (05-06)     | N/A         | N/A            | Black          |
| Blaze Orange (05-06)  | Black       | N/A            | Black          |
| Blade Green (05-06)   | Black       | N/A            | Black          |

## Acura RSX

### Thị trường Mỹ

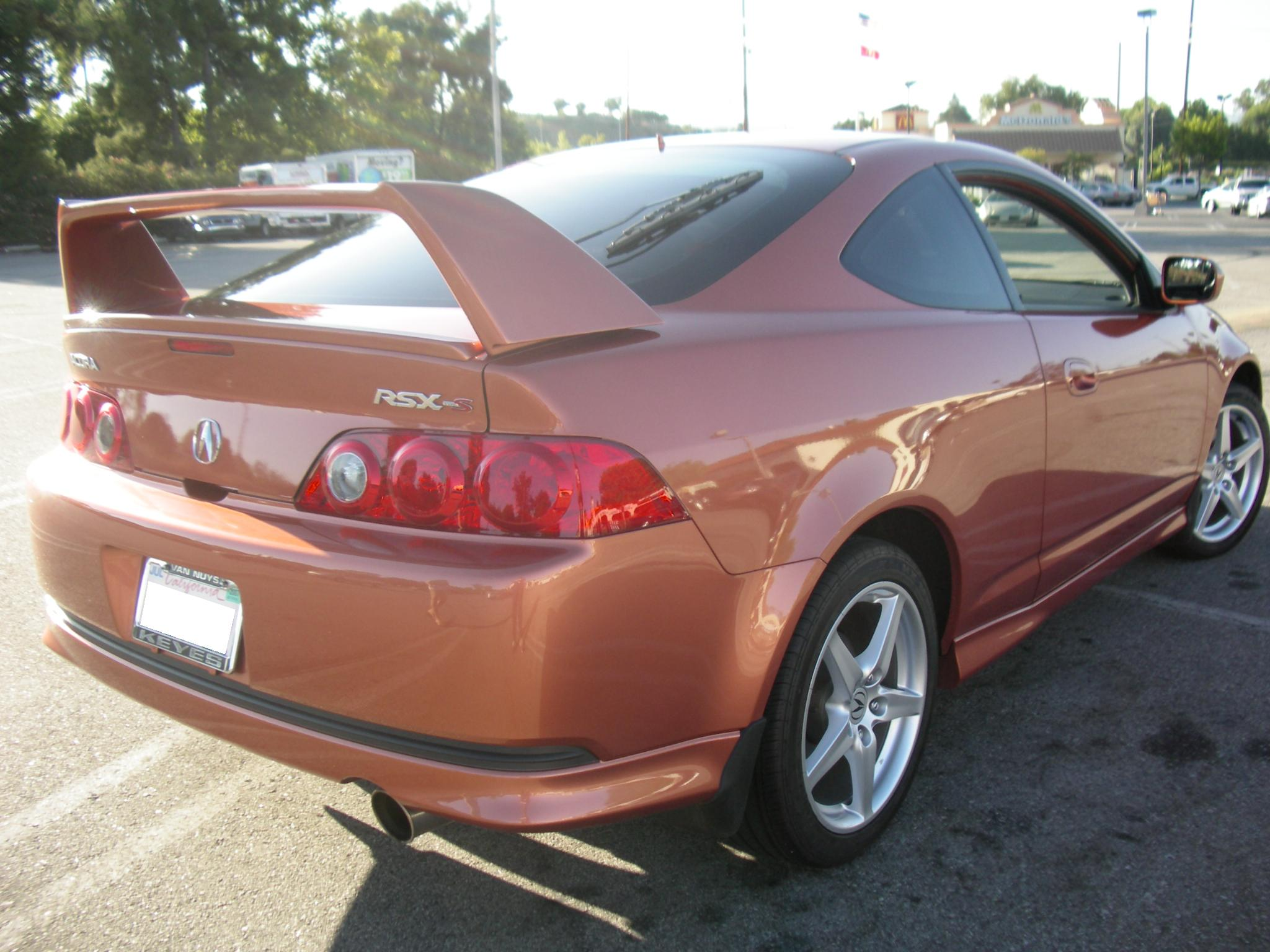
2005-06 Acura RSX Type-S, gói A-Spec cánh gió nhỏ liền thân và cánh gió A-Spec/Type.

Hai bản có mặt tại Mỹ là: RSX và RSX Type-S. RSX có nhiều tính năng tiêu chuẩn như kiểm soát hành trình, ABS 4 bánh, cửa sổ chỉnh điện và cửa sổ trời chỉnh điện. RSX sử dụng động cơ K20A3 160 hp (120 kW)trong toàn bộ quá trình sản xuất. (Động cơ được tính lại mức 155 hp (116 kW)  sau khi sửa đổi chuẩn SAE net)  Ghế bọc vải thể thao là tiêu chuẩn với tùy chọn nội thất da đục lỗ. Tùy chọn bánh xe hợp kim 7 chấu 16 inch tương tự như bánh xe hợp kim 15 inch DC2 Integra Type R của USDM. RSX có hộp số sàn 5 cấp hoặc số tự động 5 cấp với Sequential SportShift và Grade Logic Control.
RSX Type-S có động cơ 200 hp (149 kW)     (2002–2004) K20A2 hoặc 210 hp (157 kW)     K20Z1  (Được tính vào năm 2006 là 201 hp (150 kW)     do sửa đổi tính toán SAE hp)  vào năm 2005-2006 và đi với hộp số sàn 6 cấp tỷ số gần. Hộp số tự động không đi với Type-S. Type-S bao gồm các tính năng bổ sung như hệ thống treo  thể thao, bánh xe sơn màu nòng súng, phanh đĩa thông gió phía trước 11,8 inch, thanh cân bằng ngang lớn hơn và hệ thống âm thanh Bose 7 loa (bao gồm cả loa siêu trầm gắn phía trên lốp dự phòng).
Một lưu ý đặc biệt cho năm đời 2002 đầu tiên là hai tùy chọn khả dụng. Đèn pha HID từ Integra Type R là tùy chọn cho RSX với giá 1500 đô la.
Năm 2005, RSX được nâng cấp. Về ngoại thất, Acura nâng cấp đèn pha và đèn hậu và Type-S có cánh gió mới phía sau. Bản cơ sở có bánh xe hợp kim Enkei 12 chấu, trong khi Type-S đi kèm với bánh xe Enkei / Asahi 17 inch 5 chấu và lốp Michelin HX MXM4 215/45 / R17. Bánh xe hợp kim Enkei J10s 17 inch (với phụ kiện theo Acura và nắp trung tâm) là tùy chọn. Bên dưới nắp ca-pô RSX Type-S là trục cam, ống b và bộ giảm thanh, tỷ số truyền động cuối cùng 4,77, puli trục khuỷu và ống lấy gió lấy từ bản DC5 Type R.
"A-Spec Performance Package" là một gói tùy chọn do đại lý cung cấp. Bộ body kit về cơ bản là bộ kit JDM Honda Modulo, trong khi cánh gió là của Type R. Gói này bao gồm hệ thống treo thể thao, bộ cánh lướt gió dưới thân xe, cánh gió (đi kèm với giảm xóc mạnh hơn để giữ thêm trọng lượng), mác nhãn bên ngoài và la-zăng kim loại màu nòng súng 17 inch 5 chấu kép.
RSX có nhiều tùy chọn màu sắc ngoại thất nhưng chỉ có hai màu nội thất: Đen (Ebony) và Be (Titanium). Lựa chọn màu sắc bên ngoài sẽ quyết định màu sắc nội thất. Một số màu có sẵn trong một trong hai gói trang trí trong khi các màu khác sẽ có sẵn trong một cấp độ trang trí nhưng không có sẵn ở cấp độ khác.
Năm 2002, các tùy chọn màu sắc như sau:
| Màu bên ngoài                               | Màu nội thất   | Căn cứ                | Loại-S |
| ------------------------------------------- | -------------- | --------------------- | ------ |
| Taffetta trắng                              | Titan          | X                     |        |
| Ngọc trai trắng cao cấp                     | Titan          |                       | X      |
| Noble Green Tricoat (chỉ dành cho năm 2002) | Không bắt buộc | Chưa bao giờ đặt hàng |        |
| Satin bạc kim loại                          | Gỗ mun         | X                     | X      |
| Bạc kim loại sa mạc                         | Titan          | X                     | X      |
| Ngọc xanh kim loại                          | Titan          | X                     | X      |
| Ngọc trai xanh Bắc Cực                      | Gỗ mun         |                       | X      |
| Ngọc xanh vĩnh cửu                          | Gỗ mun         | X                     |        |
| Ngọc trai đen Nighthawk                     | Gỗ mun         | X                     | X      |
| Firepepper Red (chỉ dành cho năm 2002)      | Titan          | X                     | X      |
| Milano đỏ                                   | Titan          | X                     | X      |
| Redondo Red Pearl (chỉ dành cho năm 2003)   | Titan          | X                     | X      |

Năm 2006, các phối hợp màu có sẵn như sau:
| Exterior Color            | Interior Color | Base | Type-S |
| ------------------------- | -------------- | ---- | ------ |
| Taffetta White            | Titanium       | X    |        |
| Premium White Pearl       | Titanium       |      | X      |
| Alabaster Silver Metallic | Ebony          | X    | X      |
| Magnesium Metallic        | Ebony/Titanium | X    | X      |
| Jade Green Metallic       | Titanium       | X    | X      |
| Vivid Blue Pearl          | Ebony          | X    | X      |
| Nighthawk Black Pearl     | Ebony          | X    | X      |
| Milano Red                | Titanium       | X    | X      |
| Redondo Red Metallic      | Titanium       | X    | X      |
| Blaze Orange Metallic     | Ebony          |      | X      |

### Canada
Ba mẫu xe có mặt tại Canada: Cơ sở (nội thất vải, không có ABS, không có cửa sổ trời, không có hệ thống kiểm soát hành trình, hai bên hông và viền cản trước không sơn, vành thép 15 inch có mặt che, ghế không sưởi, vô lăng không bọc da, về cơ bản là một chiếc iS.), Premium (Moonroof, la-zăng hợp kim 16 inch, có sưởi, ghế da) và Type-S (rô to phanh trước lớn hơn bản Premium và bản cơ sở, hệ thống âm thanh BOSE với loa siêu trầm, giảm xóc cứng hơn, 200-210 mã lực, bộ làm mát dầu, thanh cân băng ngang trên). Gói A-Spec có cho tùy chọn trên bản Type-S. RSX của Canada có một bình nước rửa kính lớn hơn đáng kể để đối phó với thời tiết khắc nghiệt hơn. Chúng là 4,5 lít so với 2,5 lít đối với xe thị trường Mỹ (USDM). Tất cả các xe Canada với ghế da đều được sưởi ấm cùng với gương chiếu hậu bênđều được sưởi ấm.
Nâng cấp năm 2005 mang lại những thay đổi tương tự như xe USDM. Bản cơ sở giờ có vành hợp kim tiêu chuẩn (16 inch, 12 chấu). Với năm 2005 nội thất vải kiểu thể thao là tiêu chuẩn, da tùy chọn cho năm 2005-2006.
Vành xe thay đổi theo năm. Các bản 2002-2004 có vành thép 15 inch có mặt che (Cơ sở), bánh xe hợp kim 5 chấu 16 inch màu bạc (bản Cao cấp/Premium) hoặc màu nòng súng (Type-S). 2005-2006 có bánh xe 12 chấu cho cả bản cơ sở và Premium. Type-S có hợp kim 17 inch 5 chấu. Vành Enkei J10 mang nhãn hiệu Acura, ITR 16 inch  và 17 inch 5 chấu kép A-Specs là vành đi riêng.
RSX Canda có nội thất tương tự như RSX Mỹ, tuy nhiên màu sắc bên ngoài và nội thất có khác nhau. ví dụ Xe có ngoại thất CDM Taffeta / Premium White Pearl đi với nội thất màu đen Ebony.
- 2005 Acura RSX Premium edition, with A-Spec bodykit and A-Spec/Type R wing spoiler.
- The interior of a Canadian 2004 RSX Type-S

### An toàn
Cục An toàn Giao thông Đường cao tốc Quốc gia (NHTSA) đã xác định xếp hạng thử nghiệm va chạm của RSX.
| Acura RSX (2002 - 2006) | Acura RSX (2002 - 2006) |
| ----------------------- | ----------------------- |
| Va chạm trước/lái xe:   |                         |
| Va chạn trước/khách:    |                         |
| Va chạm bên/lái xe:     |                         |
| Lật:                    |                         |

## Khả năng vận hành
- 0-96.5   kph: 6,3 giây (2002-04 TYPE -S)
- 0-96.5   kph: 6,1 giây (2005-06 TYPE -S) [22]
- Tốc độ tối đa: (drag hạn chế) 145 mph (233 km/h)
- 400m: 15,8 giây (2002-06 BASE)
- 400m: 15,1 giây (2002-04 TYPE -S)
- 400: 14,6 giây (2005-06 TYPE -S) @ 95   mph
- 112.6   kph-0   khoảng cách phanh: 181 ft (55 m)
- 300 ft (91 m)  độ bám cua: 0,86 g
- Tiêu thụ nhiên liệu EPA: 24 mpg‑Mỹ (9,8 L/100 km; 29 mpg‑Anh)             city / 31 mpg‑Mỹ (7,6 L/100 km; 37 mpg‑Anh)             xa lộ [23]

## Giải thưởng
RSX có tên trong Danh sách 10 xe tốt nhất của Car and Drivers vào năm 2002 và 2003.

## Đua
Acura đã giành được chức vô địch trong hạng xe du lịch thử thách thế giới SCCA vào năm 2006, cho cả RSX và TSX. Các tay đua RSX đã hoàn thành ở vị trí thứ 5 và 9 trong Giải vô địch các tay đua. Kensai Racing đang sử dụng RSX và TSX trong KONI Challenge Series. Được gắn nhãn hiệu Honda, DC5 đã giành chức vô địch Xe du lịch Anh với Matt Neal vào năm 2005 và 2006, với Team Dynamics (được đặt tên là Team Halfords theo nhà tài trợ danh hiệu).

## Doanh số
| Năm dương lịch | Hoa Kỳ |
| -------------- | ------ |
| 2001           | 16.401 |
| 2002           | 30.117 |
| 2003           | 24.292 |
| 2004           | 21,940 |
| 2005           | 20.809 |
| 2006           | 16.996 |

## Liên kết ngoại
- RSX Type S - Tạp chí đánh giá ô tô Lưu trữ ngày 18 tháng 4 năm 2021 tại Wayback Machine
- Thông tin và tài liệu giới thiệu về Honda Integra / Acura RSX